# Brachypogon albipennis
Brachypogon albipennis är en tvåvingeart som först beskrevs av Jean-Jacques Kieffer 1921.  Brachypogon albipennis ingår i släktet Brachypogon och familjen svidknott.
Artens utbredningsområde är Sudan. Inga underarter finns listade i Catalogue of Life.